# Che ne sarrà dimane/È 'na pazzia
Che ne sarrà dimane/E' ‘na pazzia, pubblicato nel 1960, è un singolo del cantante italiano Mario Trevi

## Storia
Il singolo presenta due incisioni inedite di Trevi.

## Tracce
Lato A
- Che ne sarrà dimane(Duyrat-Assanti)

Lato B
- E' ‘na pazzia (Della Gatta-Acampora)

## Incisioni
Il singolo fu inciso su 45 giri, con marchio Durium- serie Royal (QCA 1156). 
Direzione arrangiamenti: M° Franco Riva e M° Gianni De Martini.